# Петър Черняев
Петър Черняев е български просветен деец от началото на XX век.

## Биография
Роден е в 1878 година в Трявна, където получава началното си образование. След това в 1896 година завършва Самоковското духовно училище. От 1896 до 1899 година е основен учител, след което учи в Киевската, а след това в Санктпетербургската духовна академия, която завършва в 1903 година. Завръща се в България и е учител в Шуменската девическа гимназия (1903-1904), Силистренското педагогическо училище (1904-1906), Поповската прогимназия (1906-1907), Пловдивската мъжка гимназия (1907-1910), Висшите педагогически курсове в Русе (1910-1913). Член е на комисията по ревизиране на сметките на Светия синод (1913-1914). До 1926 година е директор е на Втора девическа и на Трета мъжка гимназия, учител във Втора мъжка, в Учителския институт, в Първа девическа гимназия в София. Преподава в Шуменския учителски институт. Автор е на учебници по вероучение за прогимназиите. Превежда „Идеите за Бога и безсмъртието на душата пред съда на най-новите критици“ на Елм-Мари Каро.